# Boston Celtics
Boston Celtics este un club de baschet din orașul Boston, Massachusetts, care joacă în Divizia Atlanticului a Conferinței de Est în National Basketball Association (NBA). Înființată în 1946, este una dintre cele opt echipe originale care evoluează în NBA de la crearea competiției. Este cea mai de succes franciză din NBA, deținând recordul de titluri de campioană obținute, 18. Celtics și Lakers s-au înfruntat în istorie de 12 ori în finalele NBA, cele mai multe dueluri între aceleași două francize în istoria finalelor.